# ガンダムエース
『ガンダムエース』(GUNDAM A) は、KADOKAWA（二代目法人）の角川書店ブランドが発行する漫画雑誌。ガンダムシリーズの専門誌である。
2001年6月25日に創刊された。月刊化されてからは原則毎月26日発売。当初は定価580円だったが、号によっては特別定価と称して600円以上になることもあった。なお、2023年現在の定価は840円（10%の消費税込み、ごくまれに1,100円以上の場合もあり）となっている。

## 概要
刊行間隔は、vol.1からvol.4までが季刊、vol.5（7月号）からvol.9（3・4月合併号）までが隔月刊で、2003年4月25日発売のVol.10（6月号）から月刊誌になる。vol.4までは『Newtype.com』の増刊として発行。vol.5より独立誌となる。発行人は（旧）角川書店で『月刊ニュータイプ』や『月刊少年エース』を手がけた井上伸一郎。初代編集長は古林英明。2007年12月号より平尾知也が2代目編集長となった。
創刊号は10万部を即完売し、雑誌としては異例の増刷を行って25万部を発行した。不定期で増刊号が発売されている。
創刊の経緯として、安彦良和が『機動戦士ガンダム THE ORIGIN』を執筆するにあたって、1回100ページ程度（月刊化後は50ページ前後）を掲載できる場として興されたといわれている。創刊号から『THE ORIGIN』が完結した2011年8月号までの表紙イラストが安彦の描き下ろしとなっている。
他にも『機動戦士ガンダムΖΖ』のキャラクターデザイナーの北爪宏幸や『機動戦士ガンダム0080 ポケットの中の戦争』のキャラクターデザイナーの美樹本晴彦などによるストーリー漫画、ガンダムシリーズのゲーム作品のコミカライズ、ガンダムをネタにしたギャグ漫画、小説家福井晴敏などによる小説作品、ガンダムシリーズの新作アニメーション情報や、富野由悠季による対談企画、プラモデル・フィギュア・ゲームについての商品情報なども掲載されており、まるごと1冊がガンダム関連の記事で埋め尽くされている。
また、『機動戦士ガンダムSEED』シリーズ、『機動戦士ガンダム00』、『機動戦士ガンダムUC』などの新作アニメーションシリーズの放送・公開時には、新たなガンダムファンを読者に取り込む事を目的とし、作品情報や関連作品が積極的に掲載されている。特に福井晴敏によって連載された小説『機動戦士ガンダムUC』は、本誌の小説作品からOVA化されるというガンダムシリーズでも初の試みとなっている。
「教えてください。富野です」「データガンダム〜俊傑群像〜」など後述の一部コーナー企画は、単行本化もされている。

## 連載作品

### 現在
| 作品名                                                         | 作者                     | シナリオなど                         | 開始号       | 備考 |
| -------------------------------------------------------------- | ------------------------ | ------------------------------------ | ------------ | --- |
| 機動戦士ガンダムさん                                           | 大和田秀樹               |                                      | 2001年創刊号 | |
| 機動戦士Ζガンダム Define                                       | 北爪宏幸                 |                                      | 2011年8月号  | |
| ガンダム Gのレコンギスタ                                       | 太田多門                 |                                      | 2014年10月号 | |
| 機動戦士ガンダム外伝 ザ・ブルー・ディスティニー                | たいち庸                 | 千葉智宏（スタジオオルフェ）         | 2015年11月号 | 大河原邦男、NAOKI（メカニックデザイン）                                                                                                |
| 機動戦士ムーンガンダム                                         | 虎哉孝征                 | 福井晴敏（ストーリー）               | 2017年11月号 | 形部一平（メカニックデザイン） |
| 機動戦士ガンダムNT                                             | 大森倖三（コミカライズ） | 福井晴敏（ストーリー）               | 2019年1月号  | カトキハジメ（メカニックデザイン） |
| アラサーOLハマーン様                                           | いわさきまさかず         |                                      | 2021年1月号  | |
| ラル飯 -ランバ・ラルの背徳ごはん-                              | 谷和也                   |                                      | 2021年1月号  | 鈴木小波（料理監修） |
| 機動戦士ガンダム 閃光のハサウェイ                              | さびしうろあき           |                                      | 2021年6月号  | 美樹本晴彦、森木靖泰、Pablo Uchida（デザイン協力）                                                                                     |
| 機動戦士ガンダム ポケットの中の戦争                            | 玉越博幸                 |                                      | 2021年8月号  | |
| 機動戦士ガンダム ピューリッツァー -アムロ・レイは極光の彼方へ- | 才谷ウメタロウ           | 大脇千尋（ストーリー）               | 2021年10月号 | |
| 機動戦士ガンダムN-EXTREME                                      | 水口鷹志                 | チーム・バレルロール（シナリオ協力） | 2022年4月号  | フジイナオキ（BNSI）（ストーリー原案・メカデザイン） 森岡ヤスト（BNSI）（キャラクターデザイン） バンダイナムコアミューズメント（協力） |
| 小説 機動戦士ガンダム 水星の魔女                               | 高島雄哉                 |                                      | 2023年1月号  | |
| 機動戦士ガンダム ヴァルプルギス EVE                            | 葛木ヒヨン               | 海冬レイジ（脚本）                   | 2023年3月号  | |
| 機動戦士ガンダム 赤い三巨星                                    | 江尻立真                 | 関西リョウジ                         | 2023年5月号  | |
| 機動戦士ガンダム 水星の魔女 ヴァナディースハート               | 東條チカ                 | 米山昂                               | 2023年5月号  | HISADAKE（企画協力） |
| 機動戦士ガンダム ウェアヴォルフ                                | 伊藤亰                   | 重信康（チーム・バレルロール）       | 2023年7月号  | 小太刀右京（チーム・バレルロール）（アドバイザー）                                                                                     |
| 機動戦士Vガンダム外伝 オデロ・ヘンリークからの手紙             | 岡本一広                 |                                      | 2024年2月号  | |
| 機動戦士ガンダム0079外伝 EPISODE STAND BY ME                   | 近藤和久                 |                                      | 2024年6月号  | |
| 機動戦士ガンダムF90クラスター                                  | 今ノ夜きよし             | 小太刀右京（チーム・バレルロール）   | 2024年8月号  | |
| 機動戦士ガンダムSEED FREEDOM ASTRAY                            | ときた洸一               | 千葉智宏（スタジオオルフェ）         | 2024年11月号 | 森田繁（スタジオぬえ）（設定協力） 阿久津潤一（アストレイズ）（ASTRAYメカニックデザイン）                                              |
| 機動戦士クロスボーン・ガンダム ゼーロイバー                    | 長谷川裕一               |                                      | 2024年12月号 | |
| 機動戦士ガンダムF91 エターナルウインド                         | おおのじゅんじ           |                                      | 2025年1月号  | |
| おひとり様のナナイさん                                         | 竹宮さとし               | 築地俊彦（原作）                     | 2025年2月号  | |

### 過去
- ガンもどき（川崎順平）[2]
- シャアとキャスバル（11歳）（谷和也）
- 機動戦士ガンダム 鉄血のオルフェンズ（磯部一真）
- ガンダム系の人々（よしたに） - 隔月連載
- 機動戦士ガンダム Ecole du Ciel 天空の学校（美樹本晴彦）※未完結
- 機動戦士ガンダムSEED ASTRAY 天空の皇女（シナリオ:千葉智宏、作画:ときた洸一）
- 機動戦士ガンダム 鉄血のオルフェンズ 月鋼（脚本:鴨志田一、作画:寺馬ヒロスケ、団伍）
- 機動戦士ガンダム ANAHEIM RECORD（近藤和久）
- 機動戦士ガンダム0083 REBELLION（夏元雅人）
- 機動戦士ガンダム戦記 Lost War Chronicles（夏元雅人）
- 機動戦士ガンダム外伝 宇宙、閃光の果てに…（夏元雅人）
- GUNDAM LEGACY（夏元雅人）
- 機動戦士ガンダム戦記U.C.0081-水天の涙-（夏元雅人）
- 機動戦士ガンダムU.C.HARD GRAPH 鉄の駻馬（夏元雅人）
- 機動戦士ガンダム オペレーション:トロイ（近藤和久）
- 機動戦士ガンダム バニシングマシン（近藤和久）
- 機動戦士ガンダム 新ジオンの再興（近藤和久）
- 機動戦士ガンダム THE MSV（近藤和久）
- Developers 機動戦士ガンダム Before One Year War（山崎峰水）
- 機動戦士ガンダムMS IGLOO 603（MEIMU）
  - 機動戦士ガンダムMS IGLOO 黙示録0079（MEIMU）
  - 機動戦士ガンダムMS IGLOO2重力戦線（MEIMU）
- 機動戦士ガンダム 宇宙のイシュタム（飯田馬之介）
- 機動戦士ガンダム 第08MS小隊 U.C.0079+α（飯田馬之介）
- リーンの翼（大森倖三）
- 機動戦士Ζガンダム デイアフタートゥモロー ―カイ・シデンのレポートより―（ことぶきつかさ）
  - 機動戦士ガンダム デイアフタートゥモロー ―カイ・シデンのメモリーより―（ことぶきつかさ）
- 機動戦士ガンダム クライマックスU.C. -紡がれし血統-（森田崇）
- 機動戦士ガンダムΖΖ外伝 ジオンの幻陽（森田崇）
- 機動戦士クロスボーン・ガンダム 鋼鉄の7人（長谷川裕一）
- 機動戦士クロスボーン・ガンダム ゴースト（長谷川裕一）
- 機動戦士クロスボーン・ガンダム DUST（長谷川裕一）
- 機動戦士クロスボーン・ガンダム X-11（長谷川裕一）
- 機動戦士クロスボーン・ガンダム LOVE & PIECE（長谷川裕一）
- 新機動戦記ガンダムW Frozen Teardrop（隅沢克之）
- 新機動戦記ガンダムW Endless Waltz 敗者たちの栄光（シナリオ:隅沢克之、作画:小笠原智史）
- 新機動戦記ガンダムW G-UNIT オペレーション・ガリアレスト (ときた洸一)[3]
- 機動新世紀ガンダムX〜UNDER THE MOONLIGHT〜（赤津豊）
- SEED Club 4コマえーす（As'まりあ）
- 機動戦士ガンダムSEED DESTINY THE EDGE（久織ちまき）
  - 機動戦士ガンダムSEED DESTINY THE EDGE Desire（久織ちまき）
- 機動戦士ガンダム 逆襲のシャア BEYOND THE TIME（久織ちまき）
- 機動戦士ガンダムSEED ASTRAY（ときた洸一）
- 機動戦士ガンダムSEED X ASTRAY（ときた洸一）
- 機動戦士ガンダムSEED DESTINY ASTRAY（ときた洸一）
- 機動戦士ガンダムSEED C.E.73 Δ ASTRAY（ときた洸一）
- 機動戦士ガンダム00F（ときた洸一）
- 機動戦士ガンダム00I（ときた洸一）
- 機動戦士ガンダム00I 2314（ときた洸一）
- 機動戦士ガンダム00　キャラクロ！（平尾リョウ）
- 機動戦士ガンダム00　蒼い記憶（しぐま太朗）
- 機動戦士ガンダム00　蒼い絆（しぐま太朗）
- アクシズのハマーンさん（井上行広）
- 犬ガンダム（唐沢なをき）
- 機動戦士ぶよガンダム（唐沢なをき）
- 妹ガンダム（徳光康之）
- 全自動洗濯乾燥機 乾ダム（餅月あんこ）
- ガンオタの女（左菱虚秋）
- 機動戦士ガンダム オレら連邦愚連隊（曽野由大）
- 機動戦士ガンダム カタナ（曽野由大）
- アイアンアッガイ（曽野由大）
- 機動戦士ガンダム C.D.A. 若き彗星の肖像（北爪宏幸）
- 俺は生ガンダム（羽生生純）
- OH!!江戸がんだむからくり絵巻（岩本ゆきお）
- SDガンダム三国伝BraveBattleWarriors 創世記（岩本ゆきお）
- Gの食卓（筒井旭）
- ゼロの旧ザク（岡本一広）
- 機動戦士ガンダム外伝 ミッシングリンク（おおのじゅんじ）
- 機動戦士ガンダム ギレン暗殺計画（Ark Performance）
- 機動戦士ガンダム 光芒のア・バオア・クー（Ark Performance）
- 機動戦士ガンダムMS BOYS -ボクたちのジオン独立戦争-（高山瑞穂）
- 機動戦士ガンダム THE ORIGIN（安彦良和）
- 機動戦士ガンダムSEED C.E.73 STARGAZER（守屋直樹）
- 機動戦士ガンダムSEED featuring SUIT CD（山口恭史）
- 機動戦士ガンダムSEED Re:（石口十)
- 機動戦士ガンダムAGE -First Evolution-（葛木ヒヨン）
- 機動戦士ガンダムAGE -Final Evolution-（ばう）
- トニーたけざきのガンダム漫画（トニーたけざき）
- ガンダムEXA（シナリオ:千葉智宏、作画:ときた洸一）
  - ガンダムEXA VS（シナリオ:千葉智宏、作画:ときた洸一）
- 機動戦士ガンダム MSV-R アクショングラフィック編（兼房光）
- 超級!機動武闘伝Gガンダム（脚本:今川泰宏、作画:島本和彦、宮北和明&ビッグバンプロジェクト）
- 機動戦士ガンダム ジオン公国幼年学校（新條まゆ）
- 機動戦士ガンダムUC ハイブリッド4コマ（谷和也）
- 機動戦士ガンダムUC MSV 楔（シナリオ:関西リョウジ、作画：本橋雄一）
- 機動戦士ガンダム U.C.0094 アクロス・ザ・スカイ（シナリオ:関西リョウジ、作画：葛木ヒヨン）
- 機動戦士ガンダムUC 獅子の帰還（シナリオ:福井晴敏、作画:玉越博幸）[2]
- 機動戦士ガンダム GROUND ZERO コロニーの落ちた地で -RISE FROM THE ASHES- (漫画：才谷ウメタロウ、監修：徳島雅彦)[4]
- ガンダムビルドファイターズA（シナリオ:千葉智宏、作画:今ノ夜きよし）
  - ガンダムビルドファイターズA-R（シナリオ:千葉智宏、作画:今ノ夜きよし）
- 機動戦士ガンダムUC バンデシネ（大森倖三）
- 機動戦士ガンダム MSV-R 宇宙世紀英雄伝説 虹霓のシン・マツナガ（虎哉孝征）
- 機動戦士ガンダムU.C.0096 ラスト・サン（シナリオ:関西リョウジ、作画：葛木ヒヨン）
- 機動劇団はろ一座（ツノカワシンイチ）
- 機動戦士ガンダム 逆襲のシャア ベルトーチカ・チルドレン(さびしうろあき×柳瀬敬之)
- 機動戦士ガンダム ブレイジングシャドウ（板倉俊之）
- ガンダムビルドダイバーズ ブレイク（シナリオ:関西リョウジ、作画:しいたけ元帥）
- ガンダムビルドダイバーリゼ（シナリオ:関西リョウジ、作画:しいたけ元帥）[2]
- 機動戦史ガンダム武頼（礒部一真）
- 機動戦士ガンダムF91 プリクエル (おおのじゅんじ)
- 機動戦士ガンダム MSV-R ジョニー・ライデンの帰還（Ark Performance）
- 機動戦士ガンダムF90 ファステストフォーミュラ (漫画:今ノ夜きよし、シナリオ:イイノブヨシ)
- シャアの日常（脚本:本田雅也、作画:南北）
- 機動戦士ガンダム ヴァルプルギス (漫画:葛木ヒヨン、脚本:海冬レイジ)
- シャアとアムロと老いと　～安らぎの地平へ～ (川崎順平)
- HGに恋するふたり（工藤マコト）

## 漫画以外の主な記事
データガンダム〜俊傑群像〜
ガンダムに登場するキャラクター一人に的を絞り、経歴や搭乗MSなどの詳細なデータをまとめる。
ガンダムの時代
ガンダムのアニメーション作品についてテーマを絞って魅力を紹介する。
大河原ファクトリー
大河原邦男が作成した造形物の制作過程を紹介する。
ガンダムグッズナビゲーション
プラモデルやトイ、フィギュアなどガンダムグッズに関する情報。
ガンダムゲームインフォメーション
ガンダムに関係したビデオゲームに関する情報。
GUNDAM"ACE"FIX
GUNDAM FIX FIGURATIONについての情報を掲載する。
GAME'S MSV
ガンダム関連ゲームに登場したMS1機について詳細なデータを掲載する。
教えてください。富野です 達人たちによるG（ガンダム）世代への提言
富野由悠季による対談コーナー。対談相手はアニメ等のオタク系カルチャーとは無縁の人物が選ばれている。
ガンダムマインド
読者投稿によるお便りとイラストのコーナー。
機動戦士ガンダム0083カードビルダーブリーフィングルーム
ガンダムカードビルダーについての情報。
ガンダムウォーnabi
ガンダムウォーについての情報。

## 発行部数
- 2004年（2003年9月 - 2004年8月） 211,416部[5]
- 2005年（2004年9月 - 2005年8月） 209,292部[5]
- 2006年（2005年9月 - 2006年8月） 195,500部[5]
- 2007年（2006年9月 - 2007年8月） 184,750部[5]
- 2008年（2007年10月 - 2008年9月） 179,084部[5]

|        | 1〜3月     | 4〜6月     | 7〜9月     | 10〜12月   |
| ------ | ---------- | ---------- | ---------- | ---------- |
| 2008年 |            | 180,000 部 | 175,000 部 | 170,667 部 |
| 2009年 | 164,667 部 | 160,334 部 | 150,000 部 | 144,667 部 |
| 2010年 | 138,334 部 | 130,000 部 | 128,667 部 | 139,000 部 |
| 2011年 | 132,000 部 | 131,667 部 | 131,667 部 | 118,000 部 |
| 2012年 | 113,000 部 | 106,667 部 | 105,000 部 | 109,334 部 |
| 2013年 | 113,000 部 | 106,667 部 | 105,000 部 | 109,334 部 |

## 増刊号
ガンダムシリーズ
- ガンダムエーススペシャル 2002年12月号増刊
- ガンダムエース特別号 2003年5月号増刊（月刊準備号）
- ガンダムグッズエース  2003年9月号増刊
- ガンダムゲームエース
  1. 2003年10月号増刊
  2. 2004年12月号増刊
- ガンダムエースコレクターズ 2004年11月号増刊
- Ζガンダムエース
  1. No.001 2005年7月号増刊
  2. No.002 2005年11月号増刊 （10月26日発売）
  3. No.003 2006年4月号増刊
- ガンダムエーススペシャルお笑い特集号 2006年11月号増刊
- ガンダムエーススペシャルゲーム特集号 2006年12月号増刊
- ガンダムエーススペシャル
  1. 2007年5月号増刊
  2. 2007年11月号増刊
  3. 2008年2月号増刊
  4. 2008年5月号増刊
- ガンダムダブルオーエース 2010年10月号増刊
- ガンダムUC（ユニコーン）エース
  1. 2010年12月号増刊
  2. 2011年4月号増刊
  3. 『ニュータイプ』2011年12月号増刊[6]
  4. 『ニュータイプ』2012年7月号増刊
  5. 『ニュータイプ』2013年5月号増刊
  6. 2014年7月号増刊

ガンダムシリーズ以外
- ケロケロエース
- マクロスエース
- ニュータイプエース

## 書籍
漫画や小説の連載作品、およびその関連書籍は除外する。
- 教えてください。富野です 達人たちによるG（ガンダム）世代への提言　ISBN 4-04-853869-1
- 安彦良和対談集 アニメ・漫画・戦争　ISBN 4-04-853866-7
- 大河原邦男画集 機動戦士ガンダム 原典継承　ISBN 4-04-854294-X
- MOBILE SUIT GIRL 明貴美加 MS少女アートワークス　ISBN 4-04-854460-8
- Art Collection of GUNDAM A　ISBN 4-04-854391-1
- ガンダムエースSELECTION ガンプラA　ISBN 4-04-853565-X
- データガンダム キャラクター列伝 ［宇宙世紀編 I］　ISBN 4-04-715445-8
  - データガンダム キャラクター列伝 ［宇宙世紀編 II］　ISBN 4-04-715478-4
- 燃え上がれ! ガンネタ選手権　ISBN 4-04-715172-6
- 土田晃之のガンダムにもの申す！　ISBN 4-04-715201-3